# Liam Hemsworth
Liam Hemsworth (Melbourne, 13 januari 1990) is een Australisch acteur. Hij is vooral bekend door zijn rol van Gale in The Hunger games en de rol van Marcus in de serie The Elephant Princess. Zijn twee broers, Luke en Chris, zijn eveneens acteurs.

## Biografie
Hemsworth werd geboren op 13 januari 1990 in Melbourne als de jongste zoon van Craig en Leonie Hemsworth. Hemsworths oudere broers, Chris en Luke, werken ook als acteurs. Hemsworth verklaarde over de concurrentie tussen de drie broers: "We zijn broers en we zijn altijd competitief, maar het is een goede zaak, en we zijn altijd blij als iemand een rol te pakken heeft." Op achtjarige leeftijd verhuisde het gezin naar het kleine eiland Phillip Island. Hemsworth zegt dat hij veel van zijn tijd daar doorbracht met surfen met zijn broers. In maart 2009 verhuisde Hemsworth naar de Verenigde Staten om zijn carrière voort te zetten. Hij en zijn broer Chris verbleven eerst in het gastenverblijf van William Ward, de agent van Chris Hemsworth, voordat zij hun eigen appartement in Los Angeles namen.
Op de middelbare school begon Liam te overwegen om in de voetstappen van zijn oudere broers te treden en misschien uit te groeien tot een acteur. Hij ging naar zijn eerste auditie op zestienjarige leeftijd en begon zijn carrière in 2007 met gastrollen in de series Home and Away en McLeod's Daughters. In de week van 8 juli 2007 begon Hemsworth met filmen voor afleveringen van Neighbours, waarin zijn broer Luke al eerder had gespeeld. Hemsworths karakter, Josh Taylor, was een regelmatig terugkerend karakter in 2007 tot 2008. In deze serie speelde hij een atleet met dwarslaesie, die een relatie krijgt met Bridget Parker nadat zij deels verlamd raakt ten gevolge van een auto-ongeluk. In 2008 begon Hemsworth met acteren in het kinderprogramma The Elephant Princess, waarin hij Marcus speelde, de aantrekkelijke leadgitarist van de band van de protagonist. Later speelde hij rollen in de televisieserie Satisfaction en in 2009 speelde hij in de Britse horrorfilm Triangle. Hij speelde ook een kleine rol als een MIT-student in de film Knowing, met Nicolas Cage.
In 2009 werd Liam geselecteerd om naast Sylvester Stallone te spelen in diens film The Expendables, maar zijn rol werd uit het filmscript geschrapt. Later werd bekend dat Hemsworth was aangenomen om een hoofdrol te spelen in de film The Last Song. Het scenario van deze film is gebaseerd op de gelijknamige roman van Nicholas Sparks. Hemsworth speelt hierin de love-interest van Ronnie Miller, gespeeld door Miley Cyrus. Vervolgens verscheen Liam in de videoclip van Miley Cyrus' "When I look at you", die werd opgenomen op 16 augustus 2009.
Hij speelt de rol van Gale Hawthorne, een van de hoofdrolspelers in de film The Hunger Games (2012). En hij speelt de rol van Mickey Wright in de film Love and Honor (2013).

### Privéleven
In 2009 kreeg Hemsworth een relatie met zangeres Miley Cyrus. Ze verloofden zich in 2012. De verloving werd verbroken in 2013. Op 18 januari 2016 verloofden ze zich opnieuw. In december 2018 zijn de twee getrouwd en op 14 augustus 2019 maakte Hemsworth via Instagram bekend dat de relatie over is. Op 24 augustus 2019 vroeg Hemsworth de scheiding aan.